# Steatomys krebsii
Steatomys krebsii é uma espécie de roedor da família Nesomyidae.
Pode ser encontrada na Angola, Botswana, Lesoto, Namíbia, África do Sul e Zâmbia.
Os seus habitats naturais são: matagais mediterrânicos e campos de altitude subtropicais ou tropicais.